# Халіфа Ба
Халіфа Ельхадж Ба (фр. Khalifa Elhadj Ba; нар. 17 квітня 1993) — сенегальський футболіст, захисник.

## Життєпис
Розпочав професіональну кар'єру в команді «Мартіг» з однойменного міста. Згодом грав за марсельський «Олімпік». У складі команди провів один матч у Лізі 1. 15 травня 2004 року Ба зіграв у виїзному матчі «Олімпіка» проти «Тулузи» (2:1), на 54-ій хвилині Халіфа заробив червону картку й видалений з поля. Потім грав в оренді за клуб «По» й зіграв 27 матчів та відзначився 1 голом. У лютому 2006 року з'явилася інформація що Ба перейшов у донецький «Металург», повідомлялося що він перейшов в клуб в оренди і підписати повноцінний контракт. Після цього Ба виступав за команди «Лібурн» і «По».
У березні 2010 року заявлений за казахстанський клуб «Актобе».